# Lorenzo Boni
Lorenzo Boni (* 1967 in Mestre, Italien) ist ein italienischer Designer.
Nach seinem Architekturdiplom an der Kunstakademie zu Venedig ergriff er den Beruf des Werbeillustrators und zeichnete Comics für den Verlag Jam City in Treviso.
1991 arbeitete er mit dem Architekturstudio Caprioglio aus Venedig zusammen. Nach wenigen Jahren wurde er Produktmanager bei Magis, wo er Projekte unter anderem für Richard Sapper, Jean-Marie Massaud, Stefano Giovannoni, Jasper Morrison, Marc Newson, Enzo Mari und Charlotte Perriand entwickelte. Er entwarf für Birillo von Alessi, Betty Boop und Folio.
Seit Ende der 1990er Jahre bis 2005 kooperierte er mit Philippe Starck in Paris zur gemeinsamen Entwicklung von Ideen und Projekte für  Designbrands Cassina, Driade, Emeco, Flos, Jean-Paul Gaultier, Kartell, Maclaren-baby, Princess, 7-Eleven, Vitra und XO. Bis 2007 gestaltete er für CUMIN die Sitzkollektionen Very Wien und Sacher sowie den Sessel My Fair Lady; zuletzt entwickelte er für Effezeta die Sitzkollektion Gloria. Im gleichen Jahr wurde er Kreativdirektor von Proformitalia und kreierte den Stuhl Tape, den Sessel Zocca's, die Kommode Xbox, den Bartisch Spritz und den Tisch ´54 Table.
2008 entwickelte er für Proformitalia die neue Sitzkollektion Coray, welche auf dem Originalprojekt des Schweizer Architekten Hans Coray basiert, ein Werk, das permanent in die Sammlung des MAK in Wien integriert wurde.